# ヘキサヒドロカンナビヘキソール
ヘキサヒドロカンナビヘキソール''（Hexahydrocannabihexol、略称HHCH）は、半合成カンナビノイド誘導体である。1942年にロジャー・アダムスにより初めて合成され、ペンチル又はヘプチル同族体、又は不飽和テトラヒドロカンナビノールの類似体よりも強いことが見出された。

## 規制
アメリカ合衆国コロラド州では、「中毒性のカンナビノイド」("intoxicating cannabinoid")に分類されており、製造又は販売にはライセンスが必要である。
日本では2023年、HHCHを含むグミを食べた人が相次いで病院へ搬送されたことを受け、厚生労働省がHHCHを薬機法に基づく指定薬物に指定することとし、薬事・食品衛生審議会 指定薬物部が同年11月21日に指定を了承。翌日指定薬物に追加した。
指定のための医薬品、医療機器等の品質、有効性及び安全性の確保等に関する法律第二条第十五項に規定する指定薬物及び同法第七十六条の四に規定する医療等の用途を定める省令の一部を改正する省令（令和5年厚生労働省令第143号）は、同年11月22日付官報特別号外　第70号により公布され、10日後に施行（附則）となりこれにより、同年12月2日に販売等が禁止される。